# Heart to Heart (James Blunt)
Heart to Heart è un singolo del cantautore britannico James Blunt pubblicato il 17 dicembre 2013 come secondo estratto dal quarto album in studio Moon Landing.

## Descrizione
Il brano è stato scritto da James Blunt, Daniel Omelio and Daniel Parker, mentre la produzione è stata curata da Tom Rothrock.

## Video musicale
Il videoclip del brano, diretto da Vaughan Arnell, è stato pubblicato sul canale YouTube di James Blunt il 17 dicembre 2013. Il video è realizzato in Blue Screen, sovrapponendo alle clip girate a Londra (velocizzate) il protagonista che si trova in primo piano.

## Tracce
Download digitale
1. Heart to Heart – 3:29

CD maxi single
1. Heart to Heart – 3:28
2. Bonfire Heart (Live at Reeperbahn Festival 2013) – 3:38
3. Satellites (Acoustic Version from Angel Studios) – 2:42
4. Miss America (Acoustic Version from Angel Studios) – 3:04

## Classifiche

### Classifiche settimanali
| Classifica (2014) | Posizione massima |
| ----------------- | ----------------- |
| Australia         | 26                |
| Austria           | 10                |
| Belgio (Fiandre)  | 74                |
| Belgio (Vallonia) | 58                |
| Germania          | 17                |
| Italia            | 8                 |
| Polonia           | 11                |
| Regno Unito       | 42                |
| Repubblica Ceca   | 49                |
| Slovacchia        | 25                |
| Svizzera          | 23                |
| Ungheria          | 40                |

### Classifiche di fine anno
| Classifica (2014) | Posizione |
| ----------------- | --------- |
| Germania          | 93        |
| Italia            | 96        |
| Ungheria          | 51        |